# International Truck Racing
International Truck Racing è un videogioco di corse con autoarticolati pubblicato nel 1992-1993 per Amiga, Atari ST e Commodore 64 dalla Zeppelin Games. Venne poco apprezzato dalla maggior parte della critica. Il manuale cita anche una versione per MS-DOS ma non si ha conferma della sua esistenza.

## Modalità di gioco
Si corrono gare su 6 piste tortuose circondate da terreno erboso. La visuale è dall'alto, con scorrimento in tutte le direzioni. La guida è con cambio automatico e avviene con la lentezza e la difficoltà di manovra dei camion autoarticolati. Gli scontri con gli altri veicoli o con gli ostacoli fanno aumentare un indicatore dei danni, se questo arriva al massimo si viene eliminati dalla partita. In caso di esaurimento del carburante si può ancora procedere ma con grande lentezza. Si può passare ai box per riparare i danni e per rifornire il carburante.
Su Commodore 64 il gioco è solo per un giocatore, si può fare pratica su uno dei circuiti o affrontare il campionato su tutti. Ogni gara è contro altri tre camion controllati dal computer. In base al piazzamento si guadagna denaro che può essere speso tra una gara e l'altra per acquistare potenziamenti, come miglior accelerazione, migliori freni, serbatoio più capiente.
Su Amiga e Atari ST è presente anche la modalità a due giocatori in simultanea, che hanno la visuale in comune; se uno dei due rimane indietro fino al limite dello schermo, viene spinto automaticamente più avanti. A ogni gara partecipano 6 camion in tutto e in giocatore singolo bisogna correre prima un giro di qualifica da soli per stabilire la posizione nella griglia di partenza. Non c'è l'opzione per la pratica né l'acquisto di potenziamenti, ma prima di ogni gara si può scegliere il tipo di pneumatici.